# Acuetzpalin carranzai
Acuetzpalin carranzai è un rettile estinto, appartenente agli ittiosauri. Visse nel Giurassico superiore (Kimmeridgiano, circa 155 - 150 milioni di anni fa) e i suoi resti fossili sono stati ritrovati in Messico.

## Descrizione
Questo animale è noto per uno scheletro quasi completo ed è quindi possibile ipotizzarne l'aspetto. Doveva essere un animale dal corpo moderatamente slanciato, con due grandi zampe anteriori simili a pagaie, allungate e assottigliate nella parte distale, un lungo muso sottile e dotato di denti acuminati e, come gran parte degli ittiosauri, una coda bilobata. Acuetzpalin era caratterizzato da un forame parietale interamente circondato dalle ossa parietali, un processo supratemporale del parietale robusto e corto, una sinfisi del parietale allungata, il forame carotideo esposto sulla superficie posteriore del basisfenoide, ulna e radio separate da un osso intermedio, privo di contatto con l'omero, e ossa nasali prive di espansioni laterali sopra il margine dorsale della narice.

## Classificazione
Acuetzpalin era un membro degli oftalmosauridi, un grande gruppo di ittiosauri molto diffuso tra il Giurassico superiore e il Cretaceo inferiore; in particolare, analisi filogenetiche indicano che questa specie fosse un membro derivato dei Platypterygiinae, la sottofamiglia di oftalmosauri dotati di lunghe pagaie anteriori. Acuetzpalin carranzai venne descritto per la prima volta nel 2020, sulla base di un fossile ritrovato nei pressi di Sierra de Palotes (Durango, Messico), nella formazione La Casita.